# Conseil suprême de sécurité nationale
Le Conseil suprême de sécurité nationale (en persan : شورای عالی امنیت ملی Shoraye Aliye Amniate Melli) est le conseil de sécurité nationale de la république islamique d'Iran. Il a été fondé à l'occasion du référendum constitutionnel iranien de 1989, remplaçant le Conseil suprême de défense institué en 1980. Il est présidé par le président de la république islamique d'Iran qui en nomme le secrétaire. Il est chargé de définir la politique étrangère et la politique de défense et supervise les forces armées.
Depuis 2023, son secrétaire actuel est Ali Akbar Ahmadian.

## Composition
Définie dans l'article 176 de la Constitution de la république islamique d'Iran, la composition du conseil suprême de sécurité nationale est la suivante :
- Les chefs des trois branches du gouvernement :
  - Le président de la République, chef du pouvoir exécutif, qui est aussi président du conseil suprême de sécurité nationale
  - Le président du Madjles, l'assemblée consultative, chef du pouvoir législatif
  - Le chef du système judiciaire iranien
- Des représentants des forces armées
  - Le Chef d'état-major des forces armées de la république islamique d'Iran, chargé de la coordination entre les deux branches militaires des forces armées
  - Le responsable le plus haut gradé de l'armée de la république islamique
  - Le responsable le plus haut gradé du corps des gardiens de la révolution islamique
- Le vice-président chargé du budget et de la planification
- Deux représentants nommés par le guide de la Révolution, dont l'un est généralement secrétaire du conseil suprême de sécurité nationale
- Trois ou quatre ministres :
  - Le ministre des affaires étrangères, membre permanent
  - Le ministre de l'intérieur, membre permanent
  - Le ministre de l'information, membre permanent
  - Un ministre convoqué en fonction des sujets traités

## Liste des secrétaires
| N | Secrétaire         | Secrétaire       | Mandat            | Mandat            | Nommé par                | Guide de la révolution |
| N | Nom                | Photo            | Début             | Fin               | Nommé par                | Guide de la révolution |
| - | ------------------ | ---------------- | ----------------- | ----------------- | ------------------------ | ---------------------- |
| 1 | Hassan Rouhani     |                  | 12 octobre 1989   | 15 août 2005      | Akbar Hashemi Rafsanjani | Ali Khamenei           |
| 1 | Hassan Rouhani     | Mohammad Khatami | 12 octobre 1989   | 15 août 2005      |                          | Ali Khamenei           |
| 2 | Ali Larijani       |                  | 15 août 2005      | 20 octobre 2007   | Mahmoud Ahmadinejad      | Ali Khamenei           |
| 3 | Saeed Jalili       |                  | 20 octobre 2007   | 10 septembre 2013 | Mahmoud Ahmadinejad      | Ali Khamenei           |
| 4 | Ali Shamkhani      |                  | 10 septembre 2013 | 22 mai 2023       | Hassan Rouhani           | Ali Khamenei           |
| 5 | Ali Akbar Ahmadian |                  | 22 mai 2023       | -                 | Ebrahim Raïssi           | Ali Khamenei           |